# خلل التوتر العضلي الفكي السفلي
خلل التوتر العضلي الفكي السفلي (OMD) هو حالة عصبية بؤرية غير شائعة تؤثر على الفكين والوجه والفم. يتميز خلل التوتر العضلي الفكي السفلي بتشنجات لا إرادية في عضلات اللسان والفك والفم تؤدي إلى صرير الأسنان أو طحنها وقفل الفك. تؤدي هذه الحالات في كثير من الأحيان إلى تآكل الأسنان الثانوي بالإضافة إلى متلازمة المفصل الصدغي الفكي. بالإضافة إلى ذلك، قد تنجم مشاكل المضغ والتحدث والبلع عن فتح الفك، أو حركات اللسان اللاإرادية، أو انحراف الفك.
متلازمة ميج هي مزيج من حركات خلل التوتر العضلي في الوجه العلوي، وتشنج الجفن، وخلل التوتر العضلي الفكي السفلي.
في حين وثق استخدام الأجهزة الفموية، فإن الإدارة الفعالة تتكون عادة من مزيج من العلاج الطبيعي، والأدوية عن طريق الفم، وحقن توكسين البوتولينوم.

## العلامات والأعراض
تختلف المظاهر السريرية اعتمادًا على العضلات المعنية، ومدى خلل التوتر العضلي الفكي السفلي، وتوزيعه. ضعف المضغ، وعسر البلع، وخلل النطق (تغيير الكلام)، واضطرابات الفك السفلي (TMD) مثل القفل المفتوح، وفتح وإغلاق الفك السفلي اللاواعي، وسحب ولف الفك السفلي للأمام أو جانبيًا هي أمثلة على الخلل الوظيفي.
تشمل مؤشرات تشنجات خلل التوتر العضلي تشنجات العضلة الجلدية للعنق، وتراجع زوايا الفم، وخلل حركة اللسان، وصرير الأسنان، ومص الشفاه أو مصها، وتكشير الوجه، وانقباضات الأنف. كما يبلغ بشكل غير متكرر عن مشاكل في التنفس أو عسر التلفظ.
ظهور الأعراض أكثر شيوعًا عند النساء وتحدث عادةً بين سن 40 و70 عامًا. وتظهر الأعراض فقط عند التحدث أو المضغ، على سبيل المثال. عادةً ما يذكر المرضى التوتر والحديث والمضغ والصلاة وتناول الأشياء كمحفزات. عادةً ما تكون الاختبارات المعملية الروتينية طبيعية. في معظم الأحيان، يُذكر أن ضعف وظيفة الفم يرتبط بالإحراج الاجتماعي، وانخفاض نوعية الحياة، والاكتئاب، وفقدان الوزن.

## الأسباب
يمكن أن يكون خلل التوتر العضلي الفكي السفلي مكتسبًا أو موروثًا أو مجهول السبب. قد يشمل العرض السريري لاضطراب الحركة التنكسية الأكثر تعقيدًا اضطراب الحركة التنكسية الوراثي. وثقت إصابة المرضى الذين يعانون من خلل التوتر العضلي البؤري الوراثي بخلل التوتر العضلي من النوع 6، وخلل التوتر من النوع 4، وخلل التوتر من النوع 16. خلل التوتر العضلي الفكي الناجم عن الأدوية هو النوع الأكثر شيوعًا من خلل التوتر العضلي الفكي المكتسب. على الرغم من وجود عدة تقارير عن حالات خلل التوتر العضلي الفكي بعد إجراء علاجات الأسنان، لكنه ما يزال من غير المعروف ما إذا كانت هذه الإجراءات مرتبطة ببداية أعراض خلل التوتر العضلي. وبالمثل، من غير المعروف مدى مساهمة الصدمات المحيطية في خطر الإصابة بالاضطراب العضلي الهيكلي.

## التشخيص
نظرًا لأن خلل التوتر العضلي الفكي يمكن أن يظهر بعدة طرق وبدرجات متفاوتة، فإن تشخيصه يعد عملية سريرية وصعبة. نظرًا لعدم وجود اختبار طبي يمكنه تشخيص المرض، يتم التشخيص بناءً على التاريخ الطبي للمريض، والفحص البدني، والفحص العصبي، وتأكيد تخطيط كهربية العضل (EMG).
يضمن تشنج نصف الوجه، والاضطرابات النفسية، واضطرابات المفصل الفكي الصدغي (مثل صرير الأسنان أو خلع اللقمة التلقائي) في التشخيص التفريقي.

## العلاج
إن فعالية الأدوية المختلفة المستخدمة حاليًا لعلاج خلل التوتر العضلي غير موثقة بشكل جيد. ومع ذلك، فإن الليثيوم، والليفودوبا، ومضادات مستقبلات الدوبامين، والكاربامازيبين، ومضادات الاختلاج، والأدوية المضادة للباركنسون، والبنزوديازيبينات، والباكلوفين، ومضادات الكولين هي عدد قليل من الأدوية المستخدمة لعلاج خلل التوتر العضلي الفكي.
من المعتقد أنه مع مرور الوقت، يشجع العلاج الطبيعي على إعادة توصيل أسلاك الدماغ، ما يقلل من حركات خلل التوتر العضلي. هذه الاستجابة معترف بها على نطاق واسع بين الموسيقيين.
إن حقن البوتولينوم (BoNT)، وهو سم عصبي قوي يمنع إطلاق الأسيتيل كولين عند الوصل قبل المشبكي ويسبب تعصيبًا كيميائيًا عابرًا للعضلات الهيكلية، يعد علاجًا واعدًا لخلل التوتر العضلي الفكي.

## علم الأوبئة
يُعتقد أن خلل التوتر العضلي الفكي يؤثر على 68.9 حالة لكل مليون شخص. يظهر خلل التوتر العضلي الفكي عادة خلال العقد السادس من العمر. ويتأثر عدد النساء بحوالي ضعف عدد الرجال.